# Campeonato Mundial de Esgrima de 1989
O Campeonato Mundial de Esgrima de 1989 foi a 52ª edição do torneio organizado pela Federação Internacional de Esgrima (FIE) entre 5 de julho a 15 de julho de 1989. O evento foi realizado em Denver, Estados Unidos. 

## Resultados
Os resultados foram os seguintes: 
Masculino
| Evento             | Ouro | Prata                                                                                                | Bronze |
| Espada individual  | Espanha · Manuel Pereira                                                                                       | Itália · Sandro Cuomo                                                                                | União Soviética · Pavel Kolobkov                                                                             |
| Espada por equipe  | Itália · Sandro Cuomo · Angelo Mazzoni · Stefano Pantano · Sandro Resegotti                                    | Alemanha Ocidental · Elmar Borrmann · Robert Felisiak · Stefan Hörger · Thomas Gerull · Günter Jauch | Cuba · Wilfredo Loyola-Torriente · Nelson Loyola-Torriente · Pedro Merencio · Carlos Pedroso · Lazaro Castro |
| Florete individual | Alemanha Ocidental · Alexander Koch                                                                            | França · Philippe Omnès                                                                              | Itália · Mauro Numa                                                                                          |
| Florete por equipe | União Soviética · Alexandr Romankov · Sergei Golubitsky · Ilgar Mammadov · Boris Koretsky · Dmitriy Shevchenko | Alemanha Ocidental · Thorsten Weidner · Matthias Gey · Thomas Endres · Alexander Koch                | França · Philippe Conscience · Laurent Bel · Philippe Omnès · Patrice Lhôtellier                             |
| Sabre individual   | União Soviética · Grigory Kiriyenko                                                                            | Polónia · Jarosław Koniusz                                                                           | Alemanha Ocidental · Felix Becker                                                                            |
| Sabre por equipe   | União Soviética · Grigory Kiriyenko · Andrey Alshan · Sergey Koryashkin · Sergey Mindirgasov                   | Alemanha Ocidental · Frank Bleckmann · Felix Becker · Jürgen Nolte · Ulrich Eifler · Jörg Kempenich  | França · Jean-François Lamour · Philippe Delrieu · Franck Ducheix · Pierre Guichot · Jean-Philippe Daurelle  |

Feminino
| Evento             | Ouro | Prata | Bronze                                                                                   |
| Espada individual  | Suíça · Anja Straub                                                                                                | Alemanha Ocidental · Ute Schäper                                                                          | Itália · Annalisa Coltorti                                                               |
| Espada por equipe  | Hungria · Gyöngyi Szalay · Mariann Horváth · Marina Várkonyi · Diana Eöri · Zsuzsanna Szőcs                        | Itália · Annalisa Coltorti · Laura Chiesa · Elisa Uga · Alessandra Anglesio · Laura Chiesa                | Suíça · Suzanne Rompza · Isabelle Pentucci · Anja Straub                                 |
| Florete individual | União Soviética · Olga Velichko                                                                                    | Alemanha Ocidental · Anja Fichtel                                                                         | Alemanha Ocidental · Zita Funkenhauser                                                   |
| Florete por equipe | Alemanha Ocidental · Anja Fichtel · Sabine Bau · Susanne Lang · Zita Funkenhauser · Anette Klug · Christiane Weber | União Soviética · Olga Velichko · Tatyana Sadovskaya · Olga Votshakina · Yelena Grishina · Yelena Glikina | Itália · Francesca Bartolozzi · Diana Bianchedi · Giovanna Trillini · Margherita Zalaffi |

## Quadro de medalhas
| Ordem | País               | Medalha de ouro | Medalha de prata | Medalha de bronze |    |
| ----- | ------------------ | --------------- | ---------------- | ----------------- | -- |
| 1     | União Soviética    | 4               | 1                | 1                 | 6  |
| 2     | Alemanha Ocidental | 2               | 5                | 2                 | 9  |
| 3     | Itália             | 1               | 2                | 3                 | 6  |
| 4     | Suíça              | 1               |                  | 1                 | 2  |
| 5     | Hungria            | 1               |                  |                   | 1  |
|       | Espanha            | 1               |                  |                   | 1  |
| 7     | França             |                 | 1                | 2                 | 3  |
| 8     | Polónia            |                 | 1                |                   | 1  |
| 9     | Cuba               |                 |                  | 1                 | 1  |
| TOTAL | TOTAL              | 10              | 10               | 10                | 30 |